# Arnica
Arnica és un gènere de plantes angiospermes dins la família asteràcies.
Consta d'unes 30 espècies de plantes herbàcies perennes. El nom d'aquest gènere potser deriva del grec arna, "corder", en referència a les seves fulles piloses.
Aquest gènere té una distribució circumboreal i subalpina, principalment en climes temperats de l'oest d'Amèrica del Nord, dues espècies són natives d'Euràsia (A. angustifolia i A. montana).
Diverses espècies com Arnica montana i Arnica chamissonis, contenen helenalina, un ingredient principal en preparacions antiinflamatòries.

## Taxonomia
Dins d'aquest gènere es reconeixen les següents espècies:
- Arnica acaulis Britton, Sterns & Poggenb.
- Arnica angustifolia Vahl
- Arnica cernua Howell
- Arnica chamissonis Less.
- Arnica cordifolia Hook.
- Arnica dealbata (A.Gray) B.G.Baldwin
- Arnica discoidea Benth.
- Arnica fulgens Pursh
- Arnica gracilis Rydb.
- Arnica griscomii Fernald
- Arnica intermedia Turcz.
- Arnica lanceolata Nutt.
- Arnica latifolia Bong.
- Arnica lessingii Greene
- Arnica lonchophylla Greene
- Arnica longifolia D.C.Eaton
- Arnica louiseana Farr
- Arnica mallotopus Makino
- Arnica mollis Hook.
- Arnica montana L. - àrnica[2]
- Arnica nevadensis A.Gray
- Arnica ovata Greene
- Arnica parryi A.Gray
- Arnica porsildiorum B.Boivin
- Arnica rydbergii Greene
- Arnica sachalinensis A.Gray
- Arnica sororia Greene
- Arnica spathulata Greene
- Arnica unalaschcensis Less.
- Arnica venosa H.M.Hall
- Arnica viscosa A.Gray

### Sinònims
Els següents noms científics són sinònims d'Arnica:
- Aliseta Raf.
- Arnicula Kuntze
- Mallotopus Franch. & Sav.
- Peritris Raf.
- Whitneya A.Gray

## Galeria

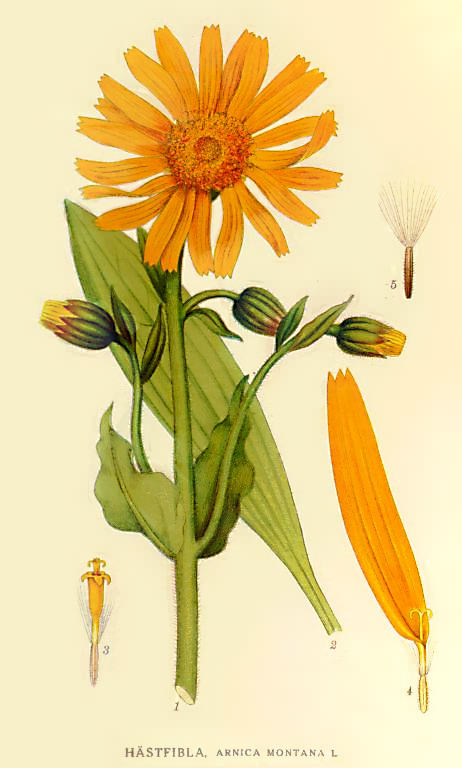
Àrnica (Arnica montana)
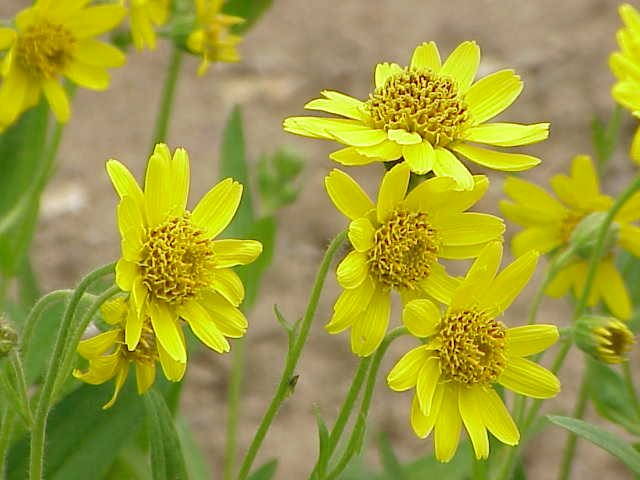
Arnica longifolia